# MSQL
mSQL（Mini SQL / エムエスキューエル）は、Minerva Network Management Environmentにより開発されたRDBMSである。
基本は商用ライセンスであるが、教育、非商用の機関に限り無料で使用できる。

## 概要
mSQLはANSI SQLの全てをサポートしない。

## 開発言語
ECL、Perl、Python、TclはAPIを介したデータベースへのアクセスができる。